# Il Chimico Italiano
Il Chimico Italiano è una rivista tecnica di chimica in lingua italiana pubblicata dal 1990 dal Consiglio Nazionale dei Chimici.
Fino al fascicolo n. 2 1994 è allegato Il bollettino ufficiale del consiglio nazionale dei chimici.
La periodicità è bimestrale; sono pubblicati articoli intesi a dare ai chimici italiani informazioni professionali, tecniche, giuridiche ed economiche. Viene distribuita a tutti gli iscritti all'Ordine dei Chimici.
Dal 2014 è distribuita congiuntamente a La Chimica & l'Industria (della quale diventa editor il Consiglio Nazionale dei Chimici), in previsione della fusione delle due riviste .
I numeri dal n. 2 al n. 5 del 2015 sono stati distribuiti come un inserto estraibile contenuto in La Chimica e l'Industria (anno XCVII, n. 2). A partire dal n. 6 del 2015 invece si è ritornati alla separazione delle due riviste.
A partire dal numero di settembre 2017 (anno XXVII), la rivista cessa la distribuzione cartacea e diventa esclusivamente online . Dal 2018 il Consiglio Nazionale dei Chimici diventa secondo quanto previsto dalla Legge 11 gennaio 2018, n.3 Federazione Nazionale degli Ordini dei Chimici e dei Fisici.